# Dansk Landbrug
Dansk Landbrug er en paraplyorganisation for danske landbo- og familielandbrugsforeninger. I alt har de ca. 50 lokale medlemsforeninger under Dansk Landbrug 51.000 medlemmer (2006).
Organisationen blev dannet i 2003 som en fusion af Landboforeningerne og Dansk Familielandbrug. Formålet for Dansk Landbrug er at varetage landmændenes interesser både erhvervspolitisk, fagligt, socialt og kulturelt.
Sammen med andre organisationer og andelsselskaber indgik Dansk Landbrug i Landbrugsraadet. Fra 2009 indgår Dansk Landbrug i fusionen Landbrug & Fødevarer.